# Stephan Tanneberger
Stephan Tanneberger (* 27. Dezember 1935 in Chemnitz; † 5. März 2018 in Greifswald) war ein deutscher Arzt und Chemiker, der in der Deutschen Demokratischen Republik (DDR) in leitenden Positionen im Bereich der Erforschung und Behandlung von Krebserkrankungen tätig war. So wirkte er von 1975 bis 1990 als Direktor des Zentralinstituts für Krebsforschung der Akademie der Wissenschaften der DDR. 1991 verließ er Deutschland und widmete sich seitdem Aufgaben der palliativmedizinischen Betreuung von krebskranken Menschen vorwiegend in Italien und Ländern der Dritten Welt. 2005 gründete er in Anklam das Zentrum für Friedensarbeit – Otto Lilienthal – Hansestadt Anklam, das sich im ehemaligen Wehrmachtsgefängnis Anklam befindet.

## Leben

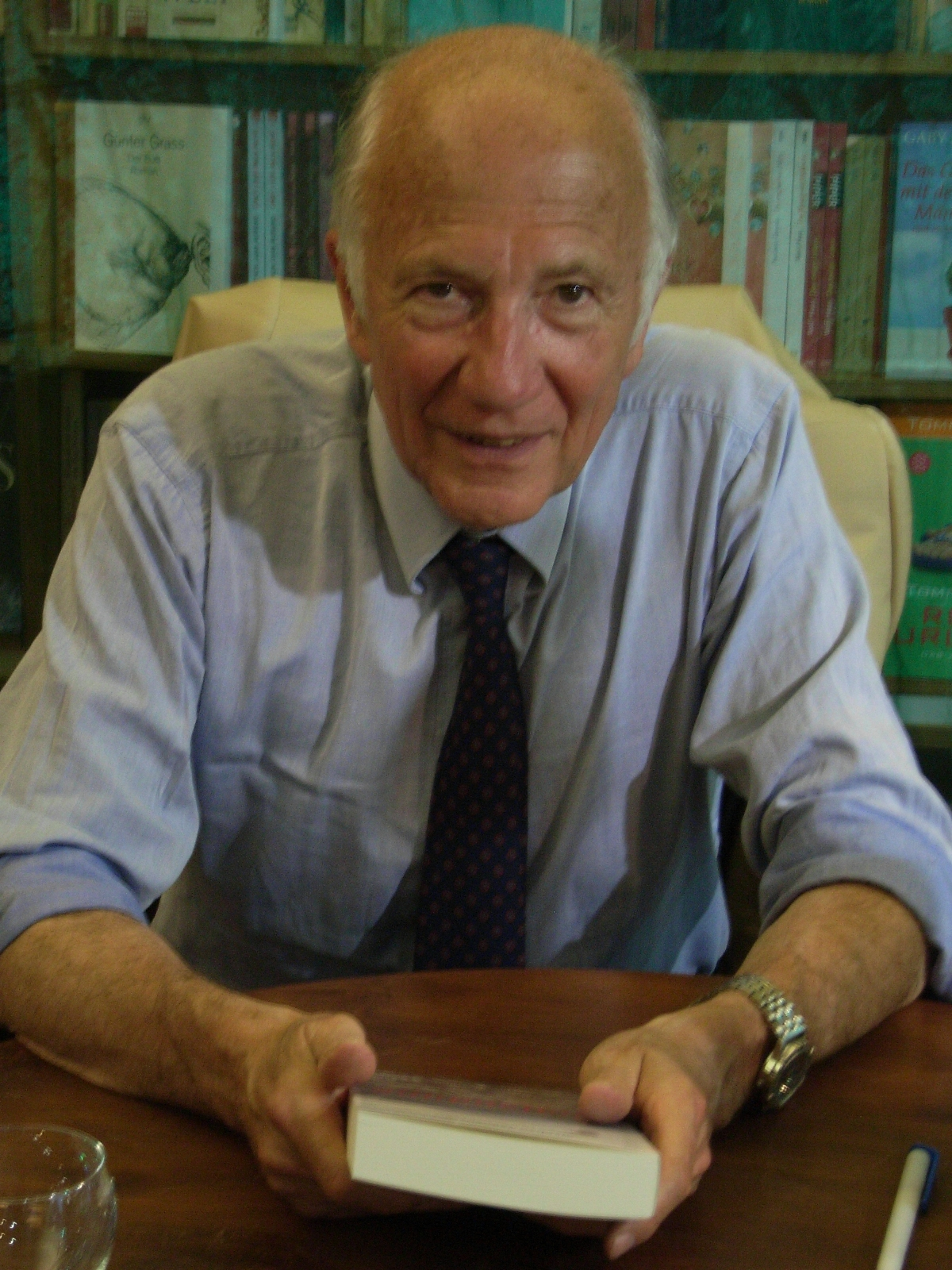
Stephan Tanneberger (2010)

Stephan Tanneberger wurde 1935 in Chemnitz geboren und absolvierte an der Universität Leipzig ein Studium der Chemie und Humanmedizin, das er 1961 mit einer naturwissenschaftlichen sowie drei Jahre später mit einer medizinischen Promotion abschloss. Nachdem er 1970 in Leipzig auch habilitiert worden war, wirkte er ab 1971 als Oberarzt, ab 1972 als Chefarzt und ab 1973 als stellvertretender ärztlicher Direktor am Zentralinstitut für Krebsforschung (ZIK) der Akademie der Wissenschaften der DDR in Berlin-Buch. 1974 wurde er von der Akademie zum Professor für klinische und experimentelle Tumorbiologie sowie ein Jahr später zum Direktor des Instituts ernannt, nachdem dessen Gründungsdirektor Hans Gummel 1973 verstorben war und dessen Stellvertreter Arnold Graffi und Theodor Matthes das Institut zunächst gemeinsam kommissarisch geleitet hatten. Er leitete das ZIK und das nationale Krebsforschungs- und Krebsbekämpfungsprogramm der DDR bis Januar 1990 und war mit Beginn des Jahres 1989 auch Vorsitzender des neu geschaffenen Zentrums für Medizinische Wissenschaft an der Akademie, das die Aktivitäten aller medizinischen AdW-Einrichtungen sowie des städtischen Klinikums in Berlin-Buch koordinierte. 1988 wurde Tanneberger zum Vorsitzenden der Gesellschaft für Geschwulstbekämpfung der DDR gewählt. 
Nach der politischen Wende in der DDR und der deutschen Wiedervereinigung 1990 wirkte Stephan Tanneberger als Onkologe im Auftrag der Weltgesundheitsorganisation (WHO) in verschiedenen Entwicklungsländern, unter anderem in Bangladesch, Indien, Nordkorea und Albanien. 1993 übernahm er eine leitende Position bei der italienischen Organisation Associazione Nazionale Tumori (ANT), deren Aktivitäten vor allem die palliativmedizinische Betreuung von Krebspatienten in deren häuslicher Umgebung sowie die Krebsvorsorge umfassen. Ein Jahr später wurde er zum Generalsekretär von ANT International und 2000 zum wissenschaftlichen Direktor des Instituts ANT berufen. Gleichzeitig war er seit 1993 Professor mit Lehrauftrag an der Universität Bologna. 2005 übernahm er die Leitung des Black-Sea-Programms der European School of Oncology, dessen Ziel die Verbesserung der Aus- und Weiterbildung sowie des Informations- und Erfahrungsaustauschs im Bereich der Krebsbekämpfung in den Ländern Armenien, Aserbaidschan, Moldawien, Georgien, Rumänien und der Ukraine ist. 2008 kam dazu der Bereich der Euro-Arab School of Oncology. Über seine Erfahrungen mit der Behandlung unheilbar erkrankter Krebspatienten hatte er mehrere Bücher verfasst.
Neben seinem medizinischen Wirken war Stephan Tanneberger im Bereich der Friedensarbeit aktiv. Im Jahr 2005 rief er die Stiftung Zentrum für Friedensarbeit – Otto Lilienthal – Hansestadt Anklam ins Leben. Seitdem war er Vorsitzender des Stiftungsvorstands und hatte wesentlichen Anteil an der Teilrestaurierung des ehemaligen Wehrmachtsgefängnisses in Anklam sowie dem dortigen Projekt Wald für Frieden und gegen Klimawandel, das seit 2010 an der Milliarden-Bäume-Kampagne des Umweltprogramms der Vereinten Nationen (UNEP) mitwirkt.
Stephan Tanneberger war von 1970 bis 2000 verheiratet und wurde Vater eines Sohnes (Agrarökonom Thomas Tanneberger) und zweier Töchter (Moorforscherin Fransziska Tanneberger und Ärztin Katharina Schoett). Er starb 2018 in Greifswald nach längerem Krebsleiden an den Folgen eines schweren Sturzes. Sein Grab befindet sich auf dem Friedhof Pankow IV in Berlin-Niederschönhausen.

## Auszeichnungen
Stephan Tanneberger wurden verschiedene nationale und internationale Ehrungen zuteil. Hierzu zählten in der DDR unter anderem 1986 die Verleihung des Ehrentitels „Hervorragender Wissenschaftler des Volkes“ sowie ab 1981 die korrespondierende und ab 1989 die ordentliche Mitgliedschaft in der Akademie der Wissenschaften der DDR. Von 1998 bis 2016 gehörte er der Leibniz-Sozietät an. Im März 2012 erhielt er das Silbersiegel der Universität Bologna und im August 2015 die Ehrennadel der Hansestadt Anklam.

## Schriften (Auswahl)
- Experimentelle und klinische Tumorchemotherapie. 2 Bände. Stuttgart/New York 1980; 2. Auflage Berlin 1986.
- Krebs: Beiträge zur Verhütung, Früherkennung und Behandlung bösartiger Neubildungen. Jena 1981.
- The Control of Tumour Growth and its Biological Bases. Boston und Den Haag 1983.
- Jemand in meiner Familie hat Krebs. Was kann ich tun? München 1995.
- Es wird einen wunderschönen Frühling geben: Erlebnisse eines Krebsarztes auf drei Kontinenten. Berlin 1998.
- Neko u mojoj porodici ima rak: sta mogu da ucinim? Novi Sad 2001.
- Krebs im Endstadium. München 2001.
- Sara una meravigliosa primavera. Bologna 2002.
- Lebensblätter: Erlebnisse im Kampf gegen Krebs und Krieg. Berlin 2003.
- Cancer In Developing Countries: The Great Challenge For Oncology In The 21st Century. München 2004.
- Cancer Medicine At The Dawn Of The 21st Century. Bologna 2006.
- ESMO Handbook of Advanced Cancer Care. London/New York 2006.
- Notlandung. Kückenshagen 2010.
- Ethik in der medizinischen Forschung der DDR. Greifswald 2010.
- Alt werden – (k)ein Kunststück? München 2013.
- Barfuß übers Stoppelfeld. Berlin 2015.
- Wahrheitssuche: Über eine Mauer in Berlin und die Welt von morgen. Berlin 2017.